# Stride Peak
Stride Peak är en bergstopp i Antarktis. Den ligger i Västantarktis. Argentina, Chile och Storbritannien gör anspråk på området. Toppen på Stride Peak är 675 meter över havet, eller 228 meter över den omgivande terrängen. Bredden vid basen är 2,2 km.
Terrängen runt Stride Peak är lite bergig, och sluttar västerut. Trakten är obefolkad. Det finns inga samhällen i närheten. 